# あの・・こんなんできましたケド。
『あの・・こんなんできましたケド。』は遊助1枚目のオリジナル・アルバム。2009年12月16日にソニー・ミュージックレコーズから発売された。

## 解説
2009年発売楽曲に加え新曲が収録。童子-Tとleccaが「遊turing」として参加している。
トリプルA面として発売された「其の拳」だけが唯一A面の曲の中で収録されていない。
遊助はブログでシングル曲はあまり入れたくなかったと書いている。
5曲目に収録「羽」は、2009年11月4日に発売された「いちょう」のアンサーソングになっている。曰く、この曲は3枚目のシングル「いちょう」より前に出来ており、「いちょう」と同じくクラシック曲（G線上のアリア）がメロディとして使われている。
MVは、「いちょう」と同じく監督は品川庄司の品川ヒロシが担当し、彼女役に三津谷葉子（回想シーンのみ）、彼女の父親役に遠藤憲一が出演している。
現時点で、遊助の最大のヒット・アルバム。

## CDタイプ
- 初回生産限定盤…3500円
  - CD+DVD+オリジナルカード15種類+別冊ブックレット・スリーブ付
- CDのみ…3059円
  - CD+初回生産分仕様のみ格言カード1枚封入 (全3種)

## 収録内容
作詞：遊助（特記以外）

### CD
1. みんなのうた
  - 作曲・編曲：Naoki-T
2. ひまわり
  - 作曲・編曲：N.O.B.B
3. 波乗り My Story
  - 作曲：遊助 / 編曲：Kotaro Egami
4. いちょう
  - 作曲：Daisuke "D.I" Imai, 遊助 / 編曲：Daisuke "D.I" Imai / ストリングスアレンジ：Yuichiro Goto
5. 羽
  - 作曲：Daisuke "D.I" Imai, 遊助 / 編曲：Daisuke "D.I" Imai / ストリングスアレンジ：Yuichiro Goto
6. 街
  - 作曲：UTA, MANABOON / 編曲：MANABOON / コーラスアレンジ：UTA
7. U-sic
  - 作曲：遊助
8. わんぱく野球バカ
  - 作曲：HASE-T, 遊助 / 編曲：HASE-T
  - プロ野球選手で小池正晃（中日ドラゴンズ）、坂本勇人（読売ジャイアンツ）、柴原洋（福岡ソフトバンクホークス）、石川雄洋（横浜ベイスターズ）が2010年の登場曲としても使用している。ちなみに小池、石川は横浜高校野球部の後輩である。坂本とはグータンヌーボで共演した事がある。
9. 10年 遊turing 童子-T
  - 作詞：遊助, 童子-T / 作曲：3rd Productions, 遊助 / 編曲：3rd Productions
  - このアルバムが発売されてから10年後の2019年に発売されたベスト・アルバム『遊助BEST 2009-2019 〜あの・・あっとゆー間だったんですケド。〜』に「もう10年 遊turing 10年前の俺」が収録されている。本作に収録されているメロディと歌声を使い歌詞を新たにして歌い直している[1]。
10. たんぽぽ
  - 作曲：iijimaken, pierre, 遊助 / 編曲：pierre / ストリングスアレンジ：Yuichiro Goto
11. 海賊船 〜1万人の船員Ver.〜
  - 作曲：HASE-T, 遊助 / 編曲：HASE-T
12. イジメ
  - 作曲：N.O.B.B, 遊助 / 編曲：N.O.B.B / ストリングスアレンジ：Masako Nakai
13. Never Ever 遊turing lecca
  - 作詞･作曲：lecca, 遊助 / 編曲：lecca, Tatsuyuki Okawa
14. 水面
  - 作曲：遊助 / 編曲：Shoichiro Hirata, Reika Yuuki

### DVD（初回生産限定盤のみ）
1. プロローグ
  1. 羽 Music Video
2. エンドロール
3. ドキュメント2009
  1. メーキングスタート部
  2. ひまわり部
  3. 海賊船部
  4. たんぽぽ部
  5. 横須賀にて1部
  6. 大阪にて部
  7. レコーディング部
  8. ジャケ写撮影部
  9. いちょう部
  10. 横須賀にて2部
  11. アルバム制作部
  12. エンディング部
4. ひまわりCM SPOT
5. たんぽぽ/海賊船/其の拳CM SPOT
6. いちょうCM SPOT

## 演奏
- 遊助
  - Vocal
  - Chorus (#1)
  - All Musical Instruments Programming (#7)
- NAOKI-T
  - Strings Arrangement (#1)
  - All Other Musical Instruments Programming (#1)
- 弦一徹ストリングス：Strings (#1)
- Ryu, 藤田真由美：Chorus (#1)
- 石成正人：Guitar (#2)
- 後藤勇一郎：Strings Arrangement (#2.4.5.10)
- 後藤勇一郎ストリングス：Strings (#2.4.5.10)
- 中井正子
  - Keyboards (#2)
  - Strings Arrangement (#12)
- Fumihito Abe：Electric Guitar (#2.12)
- ahhco：Chorus (#2.5.8.12.14)
- N.O.B.B：All Other Musical Instruments Programming (#2.12)
- 山口隆志：Guitar (#3)
- 江上浩太郎：All Other Musical Instruments Programming (#3)
- 今井大介：Chorus & All Other Musical Instruments Programming (#4.5)
- UTA：Chorus Arrangement & All Other Musical Instruments Programming (#6)
- MICHIYA：Chorus (#6)
- MANABOON：All Other Musical Instruments Programming (#6)
- ADAM from Shu-B-Do-Ba：Chorus (#8)
- HASE-T：All Other Musical Instruments Programming (#8.11)
- Shingo.S：All Other Musical Instruments Programming (#9)
- kengo：Guitar (#10)
- 梅沢茂樹：Bass (#10)
- 浅見トマル：Drums & Percussion (#10)
- pierre：Piano, Chorus & All Other Musical Instruments Programming (#10)
- イイジマケン：三線, Chorus & All Other Musical Instruments Programming (#10)
- Asako：Chorus (#11)
- Ten Thousand Crews：Chorus (#11)
- lecca、大川タツユキ：All Other Musical Instruments Programming (#13)
- Yun Hegyong：Sohegum (#14)
- 太田貴之：Guitar (#14)
- 平田祥一郎：All Other Musical Instruments Programming (#14)